# Paulina Matysiak
Paulina Matysiak (ur. 2 października 1984 w Kutnie) – polska urzędniczka samorządowa i polityczka, posłanka na Sejm IX i X kadencji (od 2019).

## Życiorys

### Wykształcenie i praca zawodowa
Jest absolwentką II Liceum Ogólnokształcącego im. Jana Kasprowicza w Kutnie. Ukończyła studia magisterskie z polonistyki na Uniwersytecie Mikołaja Kopernika w Toruniu (2008), następnie studia podyplomowe z filozofii XX wieku w Collegium Civitas w Warszawie (2011) oraz z etyki na UMK (2015). W 2023 została absolwentką studiów podyplomowych z interoperacyjności systemu kolei na Politechnice Warszawskiej.
Pracowała w Bibliotece Uniwersyteckiej w Toruniu, gdzie zajmowała się konserwacją zbiorów w Archiwum Emigracji. Następnie została zatrudniona w Urzędzie Miasta Kutno na stanowisku inspektora, odpowiadając za budżet obywatelski i współpracę z organizacjami pozarządowymi.
Autorka poświęconego książkom bloga „Zaginam Rogi”, została felietonistką magazynu „Wszystko Co Najważniejsze” oraz współautorką kilku publikacji naukowych, kilkunastu recenzji i opracowań bibliograficznych. Członkini m.in. Stowarzyszenia Bibliotekarzy Polskich.

### Działalność polityczna
W wyborach samorządowych w 2018 z ramienia Partii Razem bezskutecznie ubiegała się o mandat radnej Sejmiku Województwa Kujawsko-Pomorskiego, uzyskując 1094 głosy. W marcu 2019 została członkinią zarządu krajowego Partii Razem, funkcję tę sprawowała przez dwie kadencje, nie wchodząc w skład nowego zarządu wybranego w grudniu 2022. W wyborach do Europarlamentu w 2019 kandydowała bez powodzenia z ramienia Koalicyjnego Komitetu Wyborczego Lewica Razem – Partia Razem, Unia Pracy, RSS w okręgu kujawsko-pomorskim, otrzymując 3421 głosów.
W wyborach parlamentarnych w 2019 uzyskała mandat posłanki na Sejm IX kadencji. Startowała z pierwszego miejsca na liście Sojuszu Lewicy Demokratycznej w okręgu sieradzkim; głosowało na nią 16 757 osób. W Sejmie została m.in. przewodniczącą Parlamentarnego Zespołu ds. Walki z Wykluczeniem Transportowym, wiceprzewodniczącą Komisji Polityki Senioralnej, członkinią Komisji Kultury i Środków Przekazu, Komisji Łączności z Polakami za Granicą oraz Komisji Infrastruktury.
W wyborach w 2023 z powodzeniem ubiegała się o poselską reelekcję z ramienia Nowej Lewicy (w ramach porozumienia NL z Razem) z wynikiem 17 695 głosów. W Sejmie X kadencji została wiceprzewodniczącą Komisji Infrastruktury oraz członkinią Komisji Łączności z Polakami za Granicą. W 2024 bezskutecznie kandydowała do Europarlamentu X kadencji. W czerwcu 2024 zawieszono ją w prawach członka Razem, ponadto decyzją prezydium klubu parlamentarnego Lewicy została zawieszona na trzy miesiące w prawach jego członka za „działanie niezgodne z interesem klubu”, co było następstwem jej współpracy z posłem PiS Marcinem Horałą (w ramach zapowiedzianego projektu „Tak dla Rozwoju”, mającego zajmować się m.in. tematyką CPK). We wrześniu zawieszenie przedłużono na kolejne trzy miesiące. 10 października 2024 głosami posłów koalicji rządzącej (w tym 4 biorących udział w głosowaniu posłów Razem spośród 8 posłów tej partii) została odwołana z Komisji Infrastruktury. W październiku 2024 wraz z kilkoma innymi posłami swojej partii zrezygnowała z członkostwa w KKP Lewicy. W następnym miesiącu współtworzyła koło poselskie Razem, ponownie została też członkinią Komisji Infrastruktury. W grudniu 2024 zakończyło się partyjne postępowanie dyscyplinarne (udzielono jej nagany), a także ustało jej zawieszenie w prawach członka Razem.

## Wyniki wyborcze
| Wybory | Komitet wyborczy | Komitet wyborczy             | Organ                                               | Okręg | Wynik          |
| ------ | ---------------- | ---------------------------- | --------------------------------------------------- | ----- | -------------- |
| 2018   |                  | Partia Razem                 | Sejmik Województwa Kujawsko-Pomorskiego VI kadencji | nr 4  | 1094 (0,79%)   |
| 2019   |                  | Lewica Razem                 | Parlament Europejski IX kadencji                    | nr 2  | 3421 (0,54%)   |
| 2019   |                  | Sojusz Lewicy Demokratycznej | Sejm IX kadencji                                    | nr 11 | 16 757 (3,64%) |
| 2023   |                  | Nowa Lewica                  | Sejm X kadencji                                     | nr 11 | 17 695 (3,32%) |
| 2024   |                  | Lewica                       | Parlament Europejski X kadencji                     | nr 6  | 11 648 (1,54%) |